# Semicassis royana
Semicassis royana är en snäckart som först beskrevs av Tom Iredale 1914.  Semicassis royana ingår i släktet Semicassis och familjen hjälmsnäckor. Inga underarter finns listade i Catalogue of Life.